# Lysandra (fille de Ptolémée Ier)
Pour l’article homonyme, voir Lysandra (genre).
Lysandra (en grec ancien : Λυσάνδρα / Lusándra) est une princesse lagide, fille de Ptolémée Ier et d'Eurydice.

## Biographie
Lysandra est successivement l'épouse de son cousin le co-roi de Macédoine Alexandre V, fils de Cassandre, puis, après le meurtre de ce dernier par Démétrios Poliorcète en 294 av. J.-C., celle d'Agathocle, le fils et héritier présomptif de Lysimaque. En 284, son frère, Ptolémée Kéraunos, répudié par Ptolémée au profit des fils qu'il a eus de Bérénice, se réfugie auprès d'elle. Or, la même année, Lysimaque fait mettre à mort Agathoclès et désigne comme héritiers les fils qu'il a eus d'Arsinoé, la propre demi-sœur de Lysandra. Craignant de subir le même sort que son époux, Lysandra est contrainte de fuir à la cour de Séleucos Ier en compagnie de Ptolémée Kéraunos.